# Tipula eleonorae
Tipula eleonorae är en tvåvingeart som beskrevs av Günther Theischinger 1978. Tipula eleonorae ingår i släktet Tipula och familjen storharkrankar. Inga underarter finns listade i Catalogue of Life.